# Heptaprimnoa
Heptaprimnoa is een geslacht van neteldieren uit de klasse van de Anthozoa (bloemdieren).

## Soort
- Heptaprimnoa patagonica Cairns, 2012